# Receptor (biokémia)
Receptoroknak nevezik a sejtek plazmamembránján (sejtmembrán) vagy a sejtek belsejében elhelyezkedő kémiai jelfogó fehérjéket, amelyek más sejtekből az extracelluláris téren keresztül érkező kémiai jelek szelektív megkötését követően olyan szerkezeti változáson mennek keresztül, amellyel kiváltják a sejtanyagcsere megváltozását, ezzel lehetővé téve a sejt számára a környezeti változásokhoz való alkalmazkodást és a szervezet homeosztázisába való beilleszkedést. Feladatuk a sejtek egymással és környezetükkel való kommunikációjának elősegítése.

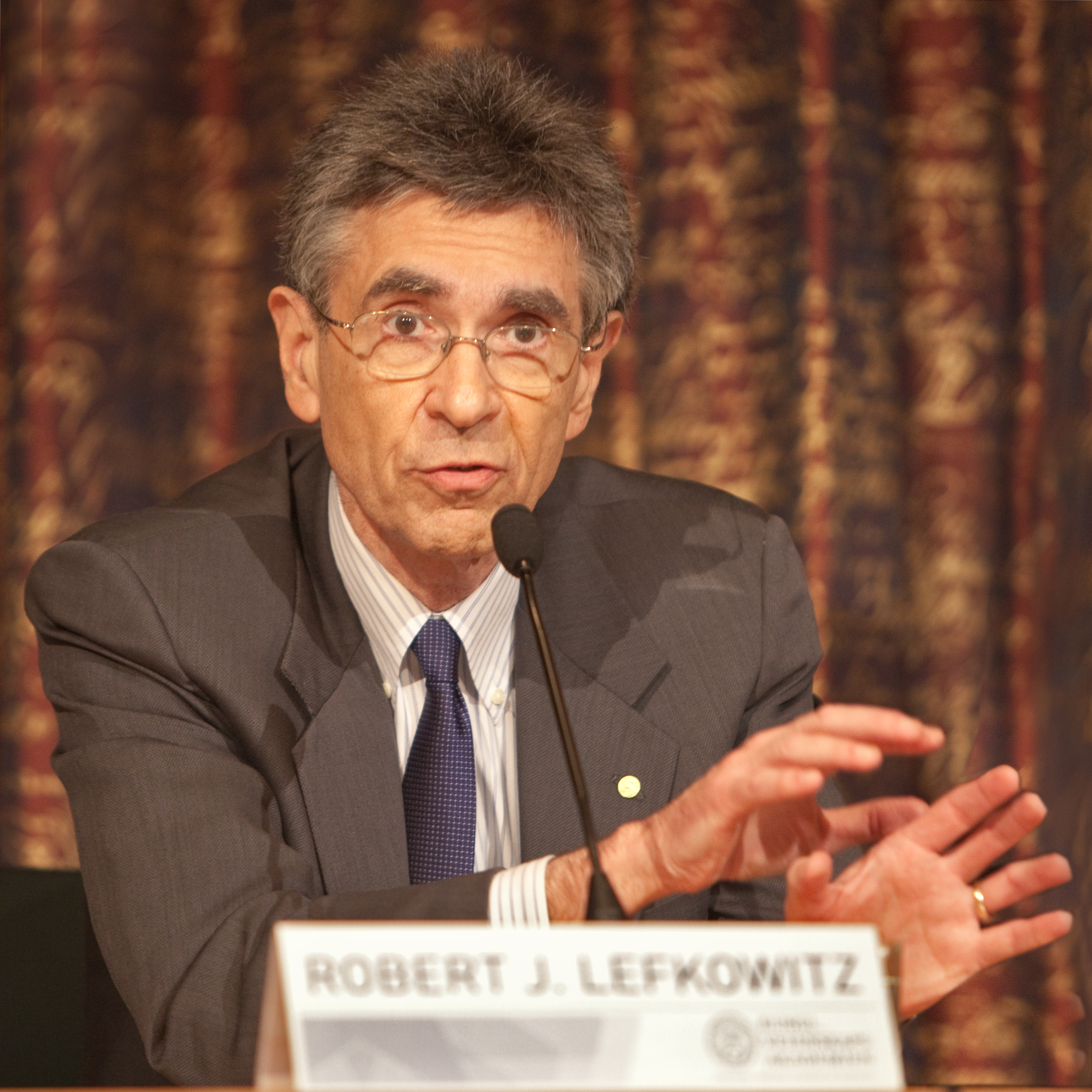
Robert Lefkowitz amerikai biokémikus, aki a receptorok sejtélettani szerepének kutatásában elért eredményeiért kémiai Nobel-díjat kapott (2012)

## A receptorok jelentősége

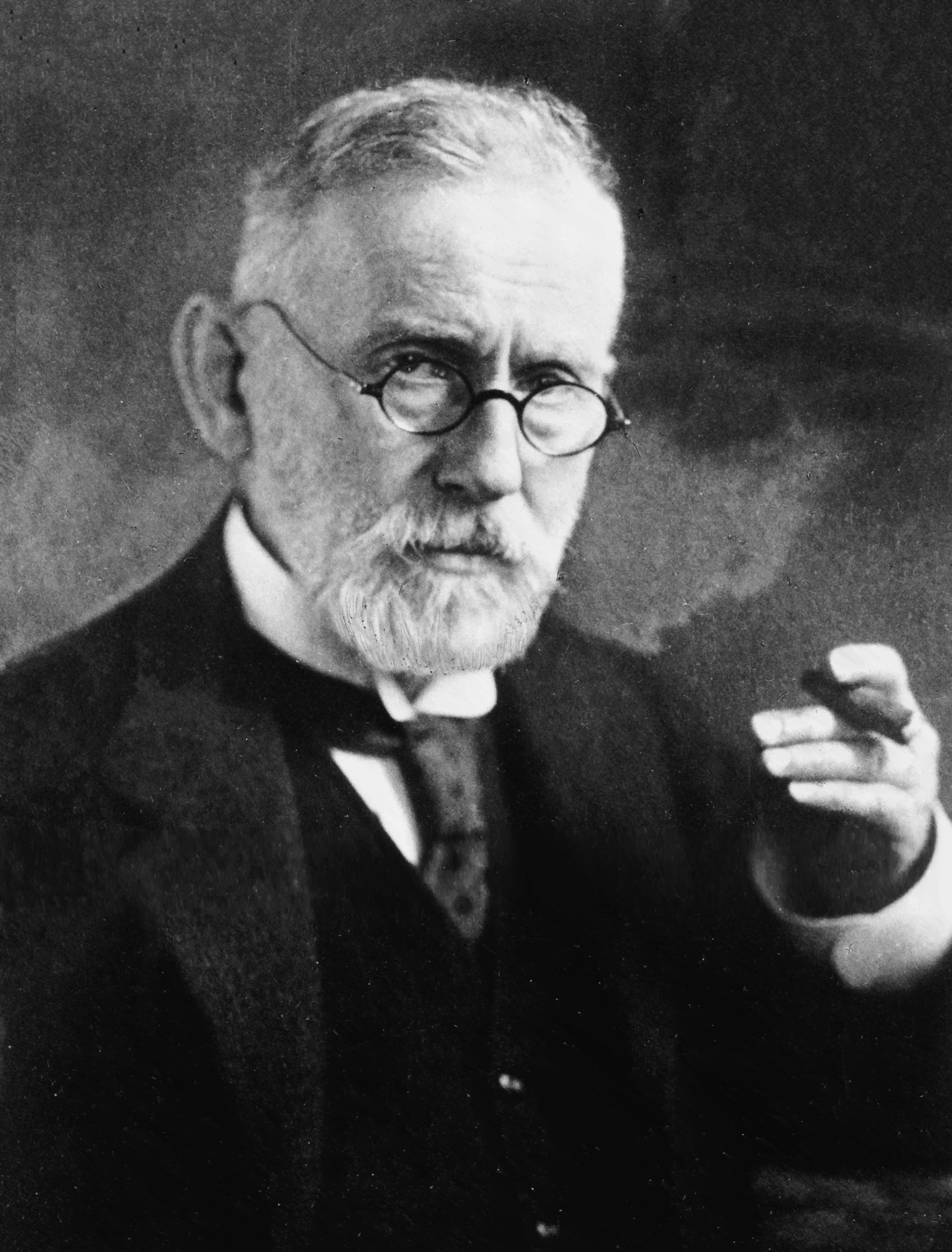
Paul Ehrlich (1926-1927) vetette fel elsőként, hogy a sejt plazmamembránja bizonyos oldalláncokat képez, amelyekhez gyógyszerek, toxinok képesek kötődni

Az evolúció során az egysejtű élőlényekből többsejtű, szöveteket alkotó, bonyolult élőlények fejlődtek ki. A több sejtből felépülő szervezetekre jellemző, hogy a bennük található sejtek a többi sejttel kémiai kapcsolatot tartva bonyolult, de harmonikus összerendezettségben élnek, ezzel hozva létre azt, amit egységes szervezetnek nevezünk. Ebben az összerendezettségben a sejtek különböző funkciókra specializálódtak és szervekbe rendeződtek. A különböző funkciót ellátó sejtek közötti összhanghoz hozzátartozik, hogy a sejtek képesek egymással kommunikálni, és ily módon beavatkoznak egy másik, távolabbi sejt anyagcseréjébe. A sejtek közötti kommunikációs mechanizmust a téma szakirodalma (biokémia, farmakológia, sejtbiológia) „sejtközötti jelátvitelnek” vagy idegen szóval szignáltranszdukciónak nevezi.
A sejtközötti jelátvitel lényege, hogy a sejtek kémiai jelek formájában utasítást (kémiai szignálokat) küldenek és kapnak egymástól. A szignálmolekulák a sejtközötti (extracelluláris) térben egyszerű diffúzióval vagy a keringés segítségével jutnak el a célsejtekhez. Az ismert és feltételezett szignálmolekulák száma meghaladja az ezret. Ebből következik, hogy a sejtközötti térben folyamatosan jelen vannak és áramlanak a különböző szignálmolekulák a célsejtek felé.
A jelátvitel feltétele, hogy a célsejtek érzékeljék a többi sejttől érkező kémiai jeleket (hormonokat, szöveti hormonokat, biogén aminokat, neurotranszmittereket, neuromodulátorokat stb.). Ehhez a célsejteknek rendelkezniük kell a kémiai jeleket specifikusan felismerő kötőhelyekkel, amelyeket receptornak nevez a sejtélettan. A sejtek körül áramló szignálmolekulák sokasága közül csak azok kötődnek meg egy adott sejten, amelyeknek van erre alkalmas receptora. A célba ért és receptorhoz kötött szignálmolekula olyan szerkezeti változást hoz létre a receptoron, amely biokémiai változások egész láncolatát indítja el a sejt belsejében.

## A receptorok celluláris elhelyezkedése
A sejtek receptoraihoz érkező szignálmolekulák kémiai tulajdonsága határozza meg, hogy az őket fogadó receptorok a sejtben hol helyezkedhetnek el. Ebben a kérdésben a szignálmolekulák víz- vagy lipidoldékonysága döntő jelentőségű. Ennek alapján a sejtbiológia sejtfelszíni és intracelluláris elhelyezkedésű receptorokat különböztet meg.
Ha a szignál zsíroldékony (lipofil) karakterű molekula (pl. pajzsmirigy- és szteroidhormonok vagy egyes zsíroldékony vitaminszármazékok), akkor akadály nélkül jut át a sejtmembránon.  Ilyen esetekben a molekulát fogadó, azt megkötő receptor a sejt belsejében helyezkedik el. A sejten belül a sejtmagban, vagy ritkább esetben (glükokortikoid-receptor) a citoplazmában található. Ez utóbbi esetben a receptor és a szignálmolekula összekapcsolódott komplexet alkotva együtt kerül a sejtmagba. A sejt belsejében elhelyezkedő receptorokat intracelluláris vagy nukleáris receptorok elnevezéssel és csoportosítással illeti a sejtbiológia.
Mivel a sejtmembrán a vízoldékony, hidrofil karakterű molekulákra nézve nem vagy csak korlátozottan átjárható, ezért az ilyen természetű jelzőmolekulák receptorai a sejt felszínén helyezkednek el. A peptidhormonok (inzulin, oxitocin, ADH stb.), valamint a biogén-aminok (adrenalin, noradrenalin, szerotonin, dopamin, hisztamin stb.) kötőhelyei ezért mind sejtfelszíni receptorok. A jelfogó kötőhelyek döntő többsége a sejtfelszíni receptorok nagy családjába tartozik.

## A receptorok fehérjemolekulák
Az élővilágban eddig megismert receptorok mindegyike fehérje, némely esetben összetett fehérje, például glikoproteid. Annak, hogy az evolúció során a fejlődő szervezetek következetesen megtartották a receptorok építőelemeként a fehérjéket, nyomós biokémiai oka van, amely ok a fehérjék szerkezeti rugalmasságában keresendő.
A receptor a működése során alapvetően két fontos feladatnak tesz eleget. Egyrészt specifikusan felismeri a hozzá tartozó szignálmolekulát, amellyel kötést létesít. Másrészt pedig az interakció következtében konformációváltozást szenved, vagyis térszerkezete megváltozik. A térszerkezeti változás teszi lehetővé, hogy a receptor a sejt egyéb szerkezeti elemeinek jelezze a szignálmolekulával történt kapcsolódást, ezzel elindítva egy biokémiai láncreakciót a sejt belsejében. A receptor térszerkezeti változása addig áll fenn, ameddig a szignálmolekula a receptor kötőhelyét elfoglalja.
A sejtek közötti kommunikáció valójában egy szabályzómechanizmus, amelyben egy sejt szabályozza egy tőle távol eső másik sejt biokémiai folyamatait. A szabályzás mindig kétirányú folyamat (hasonlóan, mint a fékpedál és a gázpedál). Ebből következik, hogy a szignálmolekula sem lehet folyamatosan a receptor kötőhelyén, mert ezzel egy végtelenbe nyúló hatást váltana ki a sejtben. 
A receptor kötőhelyét elfoglaló szignálmolekula rövid idő elteltével leválik a receptorról, majd ismét kapcsolatot létesít azzal.
Ennek magyarázata a kötött és a szabad szignálmolekula között fennálló egyensúly, amelyet a fizikokémiából ismert reakciókinetikai szabályok határoznak meg (lásd alább). Minden egyes kötődés és leválás a receptor rugalmas, oda-vissza konformációváltozását eredményezi, amely egy rendkívül gyors folyamat, az ezredmásodperc töredéke alatt többször végbemegy. A folyamat addig tart, amíg valamilyen ok a szignálmolekulát el nem távolítja a receptor közeléből. Ilyen ok lehet egy, a szignálmolekulát bontó enzim jelenléte, vagy egyszerűen a sejtközötti tér folyadékának áramlása, hígító hatása. A receptor szerkezete tehát két alapállapot között rugalmasan változik. Erre a rugalmas, gyors változásra, valamint a szignálmolekula specifikus „felismerésére” a makromolekulák (lipidek, nukleinsavak, poliszacharidok, fehérjék) közül csak a fehérjék képesek.

## A sejtérzékenység és a receptorok számának összefüggése
A szervezet egyensúlyát, homeosztázisát saját önszabályozása biztosítja, mely folyamatok sorába beletartozik a sejtek közötti jelátvitel is. A szabályozás két oldalról biztosított.  
A szignál által a célsejtben kiváltott válasz függ a receptor közelébe jutott szignálmolekulák koncentrációjától, de ugyancsak függ a célsejten elhelyezkedő receptorok számától is, vagy más megfogalmazásban azok sűrűségétől.  A sejtek receptorainak sűrűsége egyben azt is jelzi, hogy a sejt mennyire érzékeny az adott hormonnal, neurotranszmitterrel vagy más szignálmolekulával szemben. Szélsőséges esetben nincs receptor, így a hormon azon a sejten nem tud hatni, a sejt nem érzékeny a szignálra. Amikor a receptorok száma növekszik, a sejt egyre érzékenyebbé válik a hormonnal vagy más szignállal szemben. Ebből következik, hogy a sejt érzékenysége a receptorok számának függvénye, amelyet a sejt önmaga képes szabályozni. A receptorok fehérjék, amelyet a sejt a saját fehérjeszintézise során maga állít elő, tehát annak mennyiségét – azon keresztül a saját érzékenységét – szabályozni tudja.
A receptorok számának emelkedése a sejt érzékenységének növekedését vonja maga után, amelyet szenzibilizációnak neveznek. Ennek ellentéte a receptorszám csökkenése, ami érzéketlenebbé teszi a sejtet és amit deszenzibilizációnak nevez az orvostudomány.
A receptorsűrűség által meghatározott érzékenységnek különös jelentősége van a szervezetbe jutott testidegen anyagok (mérgek, gyógyszerek stb.) káros hatásainak kivédésében. A gyógyszerek jelentős hányada a receptorokon keresztül fejti ki a hatását. Függetlenül attól, hogy milyen szándékkal (gyógyítás, szerélvezet stb.) juttatták be a testidegen anyagot a szervezetbe, az a sejtek saját biokémiai mechanizmusát befolyásolja, amit a sejt próbál kivédeni. Erre legjobb lehetőség a gyógyszer kötőhelyének (a receptoroknak) a csökkentése. Ha kevesebb a receptor, a sejt kevésbé van kitéve a gyógyszer hatásának. Ezt a jelenséget jól példázza a gyógyszerhozzászokás, a tolerancia megjelenése az ismételten és hosszabb ideig alkalmazott testidegen anyagokkal szemben. Részben ezzel magyarázható, hogy kábítószer-abúzus során a szerhasználó egyre nagyobb adagban használja a szert – amire érzéketlenné vált – hogy ugyanazon hatást fenntartsa, elérje.

## Szignálmolekula, mediátor, endogén és exogén ligand(um)
A receptorok természetét és működését több tudományterület (élettan, sejtfiziológia, farmakológia, biokémia, biofizika) is vizsgálja.  A tudományterületek egyik sajátos problémája, hogy néha terminológiai konfliktust okozva más elnevezést használnak ugyanarra a fogalomra vagy jelenségre. Ez a fejezet a témát érintő, ellentmondásos terminológiai kérdésekben igyekszik tájékoztatást adni.
Szignálmolekuláknak vagy gyakran mediátoroknak nevezzük a kommunikációt kezdeményező sejtek által termelt, kémiai formában üzenetet hordozó anyagokat, amelyek a saját receptorukat  felismerve szelektíven kötődnek a távoli célsejten elhelyezkedő receptoraikhoz. A receptorok elsősorban ezek szelektív fogadására alakultak ki az evolúció során, és úgy illenek össze, mint ahogy a kulcs illik a zárhoz. A receptorok specifitása azonban nem tökéletes, nem abszolút mértékű, ahogy az is előfordul, hogy egy zár a nem hozzá illő, de hasonló kulccsal nyitható. A receptorokhoz is kötődhetnek olyan – többnyire testidegen – molekulák, amelyek a szervezetben nem fordulnak elő, de kémiai szerkezetük hasonlósága folytán illenek a receptor „zárjába”. Ilyen testidegen anyagok lehetnek gyógyszerek, növényi eredetű hatóanyagok, alkaloidok, állati mérgek, vagy szintetikus vegyületek.
Eredetük alapján megkülönböztetnek a szervezetben megtalálható természetes endogén, és a környezetből származó exogén molekulákat. Mindazokat az anyagokat, amelyek egy receptorhoz kötődni képesek, – legyenek azok endogén vagy exogén eredetűek – ligandoknak nevezi a magyar szakirodalom. A ligand mellett a szó másik változata, a ligandum is elfogadott.
A témában eligazodni kívánó olvasót gyakran zavarba ejti, hogy mikor használatos a mediátor vagy szignálmolekula és mikor a ligand(um) elnevezés. Bár szigorú szabály erre vonatkozóan nincs, a szóhasználatot az dönti el, hogy a sejtközötti kommunikációt milyen aspektusból vizsgálják. Ha a kommunikációt kezdeményező sejt vagy az általa termelt és kibocsátott molekula a vizsgálat tárgya, akkor a mediátor vagy a szignálmolekula kifejezés használata indokoltabb. Ha a receptoron lejátszódó folyamatok, a kötés, kötéserősség, a specifikusság aspektusából vizsgálják a receptor szerepét, akkor ligand (esetleg ligandum) a szakszerű megnevezés.

## A receptorok nemzetközi elnevezése
A receptorok jelentőségét részben az adja, hogy a gyógyszerek többsége különböző receptorokhoz kötődve, azokon keresztül fejtik ki a hatásukat. Az eddig megismert, bizonyított, szakfolyóiratokban leközölt receptorok száma meghaladja az ezret, és ez a szám évről évre növekszik.
Az ismert receptorok között nagy számban vannak olyanok is, amelyekhez testidegen anyagok kötődnek, tehát bizonyítottan léteznek, de endogén (tehát a természetes) ligandját eddig még nem fedezték fel. Ezeket árva receptoroknak (angolul: orphan receptor) nevezi a szakirodalom. 
A receptorok farmakológiai fontosságára jellemző, hogy rendszerezésükhöz és elnevezésükhöz nemzetközileg elfogadott és alkalmazott nevezéktan bevezetésére volt szükség. A receptorok katalogizálására, jellemzésére létrehozott nómenklatúra az IUPHAR illetékes bizottsága ajánlásait követi. A receptorok felosztására és funkcióik leírására további információ található a háromévenként kiadásra kerülő The Sigma-RBI Handbook of Receptor Classification and Signal Transduction című kézikönyvben, valamint a Trends in Pharmacological Sciences farmakológiai szakfolyóirat márciusi számában évente kiadott Receptor and Ion Channel Nomenclature című mellékletében.

## A receptorok csoportosítása
A fenti, tág értelemben vett receptor lehet
- sejthártya-receptor(en) (másik néven plazmamembrán-receptor, transzmembrán receptor)
  - ligandvezérelt ioncsatorna
  - G-protein-kapcsolt receptor
  - egy transzmembrán szakasszal rendelkező receptor
    - tirozin-kináz aktivitású receptor(en)
    - guanil-cikláz aktivitású receptor
- sejtmagreceptor(en)
- immunreceptor.

A kapcsolódás kiváltotta változás lehet a receptor aktiválódása. A deaktiválás elzárja a csatornát. A receptort aktiváló ligandumokat agonistáknak, a receptort gátló ligandumokat antagonistáknak nevezzük.
A receptor fehérje, azaz egy hosszú aminosavlánc. A láncnak csak bizonyos szakaszai képesek ligandumot kötni, és előfordul, hogy az egyes szakaszokhoz más ligandumok kapcsolódnak.
Előfordul, hogy a ligandum nem változtat a receptor működésén, de azáltal, hogy elfoglal egy kötőhelyet, meggátolja más ligand kapcsolódását, azaz blokkolja a receptort. Ha ugyanahhoz a kötőhelyhez agonista és blokkoló ligandum is csatlakozhat, akkor az utóbbi a kötőhely elfoglalásával megakadályozza az agonista működését. Az ilyen ligandumot kompetitív antagonistának nevezzük.

## A receptorok elnevezése
A receptorokat igyekeznek a legjellemzőbb agonistáról elnevezni. Ezzel az a probléma, hogy a receptorok sem egyformák, így az egyes ligandumok kötéserőssége és affinitása is más. Ilyenkor (szükség esetén akár több szintű) alcsoportokat hoznak létre.
Pl. a köznyelvben β-blokkolónak nevezett pulzusszám-csökkentő gyógyszerek az adrenerg receptorok(en) antagonistái. Az adrenerg a két jellemző agonista, az adrenalin és a noradrenalin összefoglaló neve. A receptorokat két részre osztották. Az adrenerg α-receptorok jellemzően a simaizmokra (pl. érfal, gyomor, méh), a β-receptorok a szívritmusra hatnak. Az α-receptorok is két, α1 ill. α2 csoportból állnak, és azon belül is A, B, C és D jelű alcsoportból. A β-receptoroknak három alcsoportjuk van.
Nagyon fontos, hogy egy gyógyszer csak arra a receptorra hasson, amelyiken a kívánt hatást el kell érni. Ez nagyon nehéz részben a sok hasonló receptor miatt, részben azért, mert e receptorok a szervezet más helyein (szerveiben) mást okoznak. Ezért van a gyógyszereknek annyi mellékhatásuk. A gyógyszerkutatások célja minél szelektívebb szereket találni.
A szűk körben ható ligandumokat szelektív agonistáknak ill. szelektív antagonistáknak nevezzük. Ebben az értelemben beszélhetünk pl. szelektív adrenerg β1-agonistákról vagy szelektív adrenerg α2C antagonistákról.

## A kapcsolódás erőssége
A receptor és a ligandum általában nem kovalens, hanem ennél jóval gyengébb kötéssel kapcsolódik egymáshoz, ezért az így kialakult komplexum nem is nevezhető molekulának. A gyenge kapcsolódás azt is eredményezi, hogy az reverzibilis (visszafordítható). Az irreverzibilis kapcsolódás mindig kovalens, és többnyire láncszakadással jár. Előfordul, hogy a kovalens kötés is reverzibilis (enzimmel bontható).

## Fordítás
- Ez a szócikk részben vagy egészben  a   Receptor című angol Wikipédia-szócikk fordításán alapul.  Az eredeti cikk szerkesztőit annak laptörténete sorolja fel. Ez a jelzés csupán a megfogalmazás eredetét és a szerzői jogokat jelzi, nem szolgál a cikkben szereplő információk forrásmegjelöléseként.